# Stazione di Campo Tures
La stazione di Campo Tures (in tedesco Bahnhof Sand in Taufers) è stata una stazione ferroviaria della ex linea ferroviaria Brunico-Campo Tures. Serviva il comune di Campo Tures, in Alto Adige (Italia).

## Storia

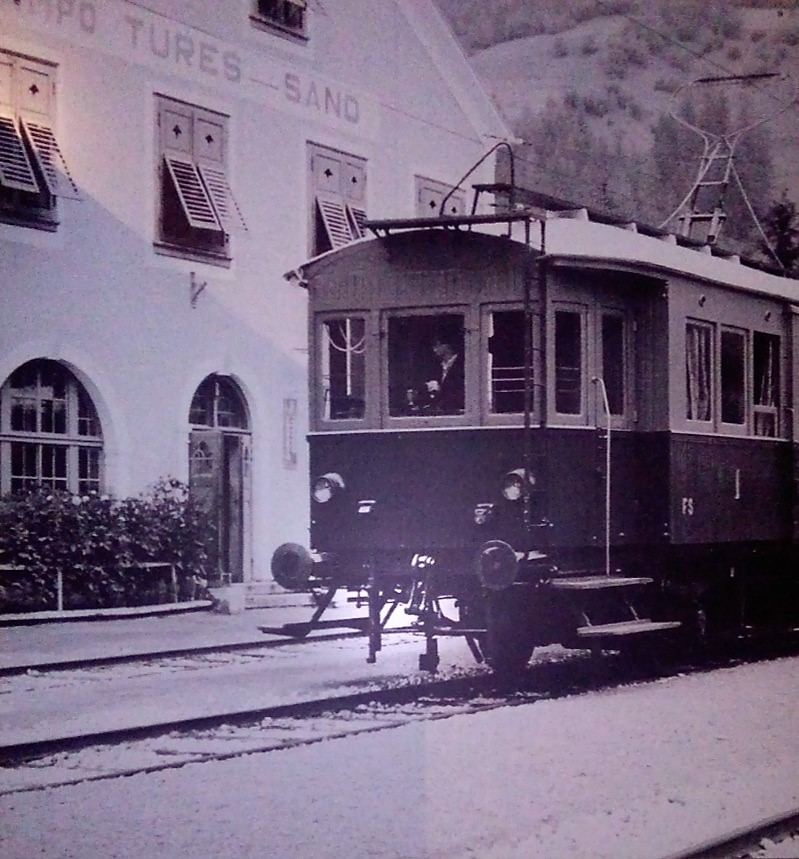
Il convoglio (30 luglio 1956)

La stazione fu inaugurata insieme alla linea il 20 luglio 1908 e rimase attiva fino al 1º febbraio 1957.

## Strutture e impianti
La stazione era dotata da un fabbricato viaggiatori e tre binari. Non rimane traccia dell'infrastruttura: il fabbricato è stato demolito e sul sito ove sorgeva è stata costruita una fontana; i binari sono stati smantellati e sull'ex sedime ferroviario è stato realizzato un parcheggio.